# Modoc (Karolina Południowa)
Modoc – jednostka osadnicza w Stanach Zjednoczonych, w stanie Karolina Południowa, w hrabstwie McCormick.